# أليكس ستيوارت
أليكس ستيوارت (بالإنجليزية: Alex Stuart)‏ (1941 بأبردين في المملكة المتحدة - ) هو مدرب كرة قدم ولاعب كرة قدم بريطاني في مركز الدفاع. لعب مع دندي يونايتد ونادي دندي ونادي مونتروز لكرة القدم.